# Rafael Antúnez Arce
Rafael Antúnez Arce (Córdoba, 1975) es un poeta español. Graduado en traducción y doctor en Teoría de la Literatura y Literatura Comparada. Ha participado en diversas revistas y congresos, siendo incluido en diferentes antologías. Ha impartido talleres de escritura creativa, y ha traducido a poetas franceses como Edmond Jabès, Siham Bouhlal o Mathurin Régnier. Recientemente (2022) ha publicado en la editorial Cántico junto a Juan Antonio Bernier la traducción Del dominio (Du domaine) del poeta francés Guillevic.

## Publicaciones
Poesía
- Las sílabas que son de tu mirada (Córdoba, Ediciones del Minotauro, 1997).
- La batalla de la luz (Accésit del Premio Rosalía de Castro; Santiago de Compostela, Follas Novas, 2001).
- Nada que decir (accésit del Premio Adonais 2001; Madrid, Rialp, 2002). 64 páginas, ISBN 84-321-3398-1.
- Los nombres de Helena (Sevilla, Renacimiento, 2006). 108 páginas, ISBN 84-8472-088-8.
- Sentado junto al muro (Alcoy, Cántico, 2012).
- Hará sol (Ganador del XVIII premio de poesía Vicente Núñez; Córdoba, Utopíalibros, 2020).

Adaptaciones de literatura mística castellana al español actual
• Adaptación del Tratado de la oración y meditación de San Pedro de Alcántara (Cántico, 2010) junto a Raúl Alonso.
• Adaptación de Subida del Monte Carmelo de San Juan de la Cruz (Cántico, 2015).
Inclusiones en antologías de poesía
- Inéditos: once poetas (ed. Ignacio Elguero; Madrid, Huerga y Fierro, 2002). 192 páginas, ISBN 84-8374-305-1.
- Edad presente: poesía cordobesa para el siglo XXI (ed. Javier Lostalé; Sevilla, Fundación José Manuel Lara, 2003). 272 páginas, ISBN 84-96152-09-X.
- Sexta antología de Adonais (Madrid, Rialp, 2004). 160 páginas, ISBN 84-321-3523-2.